# Philiscus van Milete
Philiscus van Milete (Oudgrieks: Φιλίσκος, Philískos) was een redenaar uit Milete.
Philiscus, voorheen een begenadigd luitspeler, was een leerling van Isocrates. Hij schreef redevoeringen (Μιλησιακός, Ἀμφικτυονικός, Ἰσοκράτους ἀπόφασις) en een retorica (Τέχνη ῥητορικὴ, een handleiding retoriek). Daarnaast schreef hij ook een leven van de redenaar Lycurgus en een epigram op Lysias.
De historicus Timaeus van Tauromenium en Neanthes van Cyzicus worden als zijn leerlingen genoemd.